# HD 102195
HD 102195 ist ein 97 Lichtjahre von der Erde entfernter später Hauptreihenstern im Sternbild Jungfrau. Er besitzt eine scheinbare Helligkeit von 8,1 mag.
Der Stern wird durch einen extrasolaren Planeten mit der systematischen Bezeichnung HD 102195 b umrundet. Die Umlaufperiode des Begleiters beträgt 4,11 Tage und seine Mindestmasse wird auf 0,45 Jupitermassen geschätzt. Die Entdeckung gelang mittels der Radialgeschwindigkeitsmethode und wurde im Jahr 2006 durch Ge et al. publiziert.